# 內華達州州旗

內華達州州旗

內華達州州旗以藍色為底，旗幟左上方有一顆銀色五角星，下方有州名「內華達」圍繞、上方則有黃色捲軸寫有「誕生於戰火中」（Battle Born），代表內華達州是在南北戰爭期間加入美國的。最下方則有兩簇帶有黃花的山艾樹（該州的州花）枝葉。

## 歷史

1905年-1915年的內華達州州旗

內華達州最初的州旗是由該州州長約翰·史派克（John Sparks）與哈利．戴上校（Col. Harry Day）於1905年設計的，該旗背景使用了與美國國旗當中相同的藍色，以該州的金銀礦業為主要元素。
現今的州旗則來自1926年的一項旗幟選拔，由路易士·雪貝三世（Louis Shellback III）設計的方案脫穎而出，但仍然在州議會經過了數次修改，因為議會對於「內華達」字樣的位置有所意見。共識達成後，1929年州長弗雷德·巴薩爾（Fred B. Balzar）簽署了一項法案正式採用此州旗。1991年，該州通過一項新的法案明定「內華達」字樣必須放置在星形下方與山艾樹上方。

## 外部連結
- Nevada State Archivist's account of the history of the flag